# Play Blue (Oslo Concert)
Play Blue (Oslo Concert) ist ein Jazzalbum von Paul Bley. Die im August 2008 in der Kulturkirken Jakob im Rahmen des Oslo Jazzfestivals entstandenen Aufnahmen erschienen am 28. März 2014 auf ECM Records.

## Hintergrund
Bley debütierte bereits 1970 mit der LP Paul Bley with Gary Peacock bei ECM und veröffentlichte zwischen diesem Zeitpunkt und Solo in Mondsee von 1991 mehrere Alben für das deutsche Label sowie etwa ein halbes Dutzend für das Label Soul Note, „die seinem rastlosen Experimentalismus Ausdruck verliehen und gleichzeitig seine sehr persönliche Herangehensweise an die Klavierimprovisation widerspiegelten“, notierte Stuart Nicholson.
Im Jahr 1973 erschien Paul Bleys Album Open, to Love, es war richtungsweisend – sowohl als Dokument des solistischen Könnens des Pianisten als auch für die als auch für die hochwertige Produktion, die bei ECM Records mittlerweile zum Standard geworden ist, notierte Mike Shanley. Damals konnte Bley bereits auf ein fast 20 Jahre umfassendes Werk zurückblicken. Trotz dieses künstlerischen Erfolgs veröffentlichte Bley erst 2007 ein weiteres Soloalbum für ECM, als er mit Solo in Mondsee zurückkehrte. Sieben Jahre später erschien ein Solo-Klavierkonzert Bleys, das seinem Auftritt beim Oslo Jazz Festival 2008 entstammt. Dieses Konzert, aufgenommen beim Oslo Jazz Festival 2008, enthält vier eigene Stücke sowie „Pent-Up House“ von Sonny Rollins.

## Titelliste
- Paul Bley – Play Blue (Oslo Concert) (ECM 2373, ECM Records – 376 6190)[3]

1. Far North 17:06
2. Way Down South Suite 15:24
3. Flame 7:43
4. Longer 10:22
5. Pent-Up House (Sonny Rollins) 6:12

Wenn nicht anders vermerkt, stammen die Kompositionen von Paul Bley.

## Rezeption

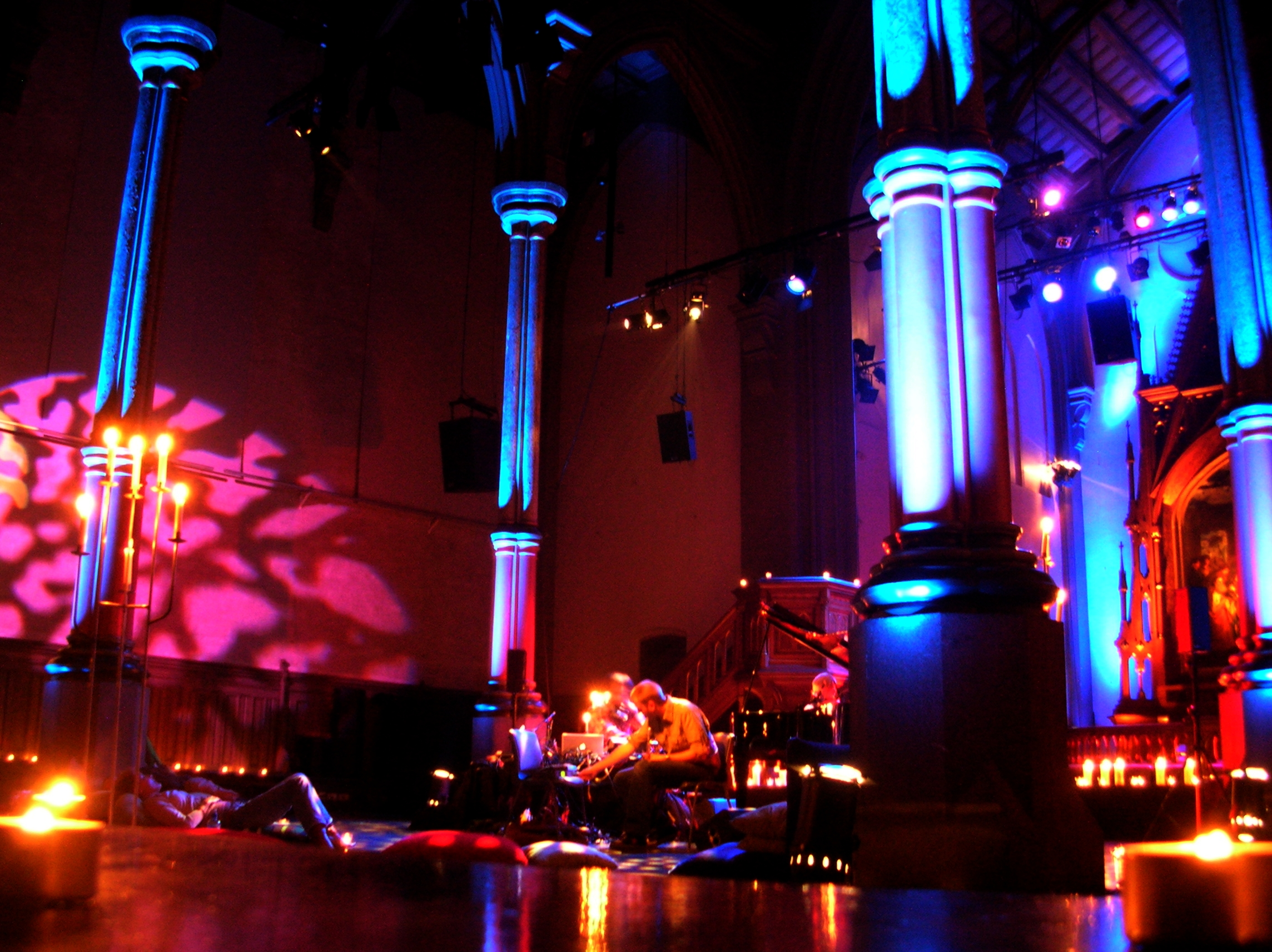
Innenraum der Kulturkirken Jakob in Oslo

Bley in Aktion zu hören, wie er seinen eigenen Sinn für Ordnung auf verschiedene Ansätze anwende, sei immer noch elektrisierend, meinte Mike Shanley in JazzTimes. In der „Way Down South Suite“ würde der Blues zweimal auftauchen, gerade lange genug, um ihn zu verdrehen. In den ersten Minuten spiele Bley eine Melodie im hohen Register und verleihe ihr ein Gefühl von Unschuld. Später im 15-minütigen Stück würde er eine andere Blueslinie mit einer dissonanten Wendung unterbrechen, als wolle er sich selbst davon abbringen. Zwischendurch sorge er mit einer bedeutungsvollen Pause für Dramatik und dämpfe mit einer Hand die Klaviersaiten, während er mit der anderen die Tasten anschlägt. Das ebenso lange „Far North“ würde einem simplen Akkordriff entstammen, bei dem sich seine Hände gegenseitig jagen und kurzzeitig in einen unruhigen Schritt verfallen; der Energielevel sei hoch, selbst wenn Bley die Akkorde nur sanft erklingen lässt. Dessen Auftritt würde mit einer rasanten Version von Sonny Rollins’ „Pent-Up House“ im oberen Register enden.
Mit dem Album Play Blue, dessen Titel als Komposition bei Trio-Alben der 1970er zu finden ist, demonstriere der Kanadier nun eine Generation später, dass seine klangbesessene Weitsicht nichts an Aktualität eingebüßt habe, schrieb Uli Lemke in Jazz thing. Auch in dem Solokonzert vom Oslo Jazz Festival 2008, würde der damals 76-jährige Pianist seine unermessliche Experimentierfreude offenbaren. Er erfinde aus dem Moment heraus, improvisiere frei von Metren, öffne zugleich immer wieder den Zugang zu den Wurzeln und vergnüge sich in Bluesstrukturen, lotet die fragile Stille aus, lässt ein Stück leise ausklingen. Gelegentlich würde er auf die eigene musikalische Biografie zurückblicken, indem er alte Kompositionen wie das fast balladeske „Flame“ oder die romantische Melancholie von „Longer“ neu aufgreife, sich dabei zum Teil ganz werktreu zitiere, spannende Wendungen vornehme und auch hier wieder den Traditionen des Jazz Referenz erweise.
Bleys behutsame Subversion etablierter Jazzpraktiken Mitte der 1960er Jahre auf Alben wie Closer beim ESP-Label würde als erfrischende alternative Vision dessen erscheinen, was Jazz war und was er werden könnte, urteilte Stuart Nicholson in Jazzwise. Es sei damals unwahrscheinlich gewesen, dass sich dieser Stil zum überschwänglichen Mainstream entwickeln würde, sondern, wie vielleicht vorhersehbar, in einem der vielen kleinen Nebenflüsse landete, in denen sich die Werke abweichender Jazzstimmen finden. Dennoch bleibe sein Werk trotz seiner Distanz zum Mainstream weiterhin von stillem Einfluss. Als stiller Revolutionär habe er nach einer Form des Jazz gestrebt, die frei, aber schön war. Obwohl es schwierig sei, noch Anzeichen künstlerischen Wachstums zu erkennen – eher eine Verfeinerung von Ideen, die oft durch das „Spielen“ von Stille zum Ausdruck kommen –, würden seine Solokonzerte dennoch lohnend bleiben, da sich Essenzen aus der Vergangenheit in der Gegenwart festigen.

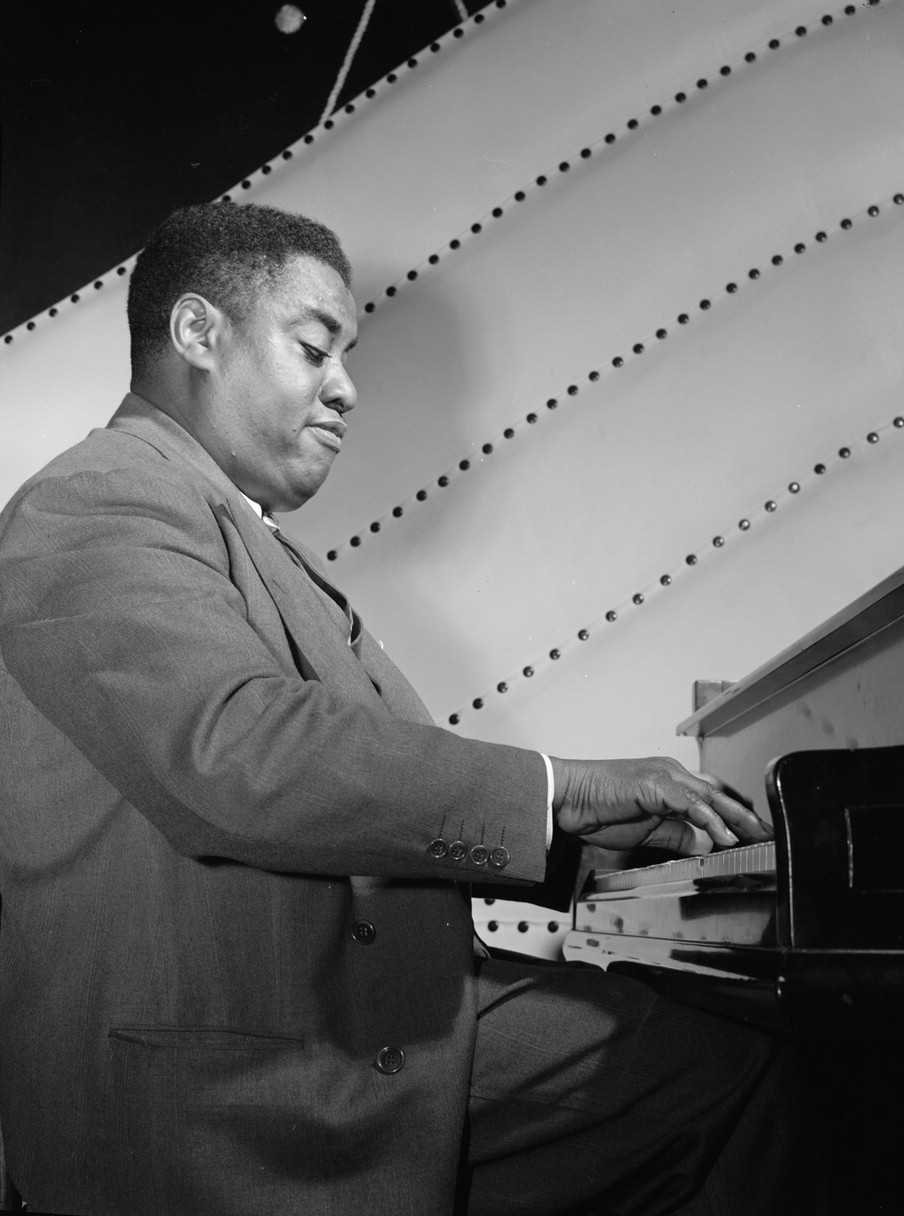
Art Tatum, zwischen 1946 und 1948. Foto: William P. Gottlieb.

Dieser Live-Mitschnitt aus Oslo aus dem Jahr 2008 würde eindrucksvoll bestätigen, warum Bleys einzigartiger Stil, den er Anfang der 1960er-Jahre entwickelte, viele Pianisten, darunter auch Keith Jarrett, beeinflusst hat, meinte Ken Waxman (JazzWord). Mit Ausnahme von Sonny Rollins’ „Pent-Up House“, das Bley auf lautstarke Zugabeforderungen des Publikums hin vorträgt – und dem er eine klassische Trope an die boppige Melodie anfüge –, stammten alle Kompositionen von ihm. Da genügend Zeit zur Entwicklung bleibt, sei jedes Stück im Grunde eine Suite mit vielen Anspielungen. „Flame“ würde lyrisch klingen und zugleich einen Blues-Touch bewahren. Die klangvollen Tastenanschläge erinnerten an Nachtclub-Balladen wie „My Way“, allerdings mit einem klareren Touch. Der dramatische "Longer" sei vollgestopft mit Akkorden und Arpeggio-Läufen, die so didaktisch wären wie eine Darbietung von Art Tatum, wenn Bley nicht mittendrin etwas eingefügt hätte, das wie ein Lick aus dem Musical-Song „Arrivederci Roma“ klinge. Selbst wenn diese Konzertaufnahme sein Schwanengesang werden solle [Bley starb Anfang 2016], dann dürfte die einzigartige Mischung von Fähigkeiten, mit denen er seinen Ruf begründet hat, darin definitiv und angemessen dargestellt sein.